# Casper og hans allerbedste kammerater (film)
Casper og hans allerbedste kammerater er en dansk børnefilm fra 2018 instrueret af Simon Lykke.

## Handling
Denne artikel mangler et handlingsreferat. Hjælp os med at skrive det.

## Medvirkende
- Casper H, Casper
- Jonas Holst Andersen, BJ
- Nadia Jasmin Nielsen, Louise
- Kristian Fjord, Peter Nord